# Monte Judi

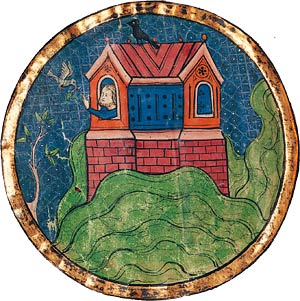
Representación del aterrizaje del Arca de Noé en la cima del monte, desde la Miscelánea Hebrea del Norte de Francia

El Monte Judi (en árabe: الجوديّ al-Ǧūdiyy, arameo: קרד Qardū, kurdo: Cûdî, siríaco: ܩܪܕܘ Qardū, turco: Cudi), también deletreado como Guti y Kutu, y que de acuerdo con la tradición cristiana primitiva e islámica (de acuerdo al Sura 44 del Corán), es el sitio aprobado o "Sitio de Descenso" del Arca de Noé, que transportó a Noé, su familia y todos los animales de la Tierra, sobreviviendo a la Gran Inundación de Yahveh.
La tradición coránica es similar a la leyenda judeocristiana. La identificación de Monte Judi como el sitio de aterrizaje del arca persistió en las tradiciones siríacas y armenias durante la Antigüedad tardía, pero fue abandonada debido a que su ubicación bíblica es la misma a la de la montaña más alta de la región, el Monte Ararat.
Las tradiciones judío-babilónicas, siríacas e islámicas identifican al Monte Judi o Qardu como una cumbre cercana a la ciudad de Jazirat ibn Umar (actual Cizre), en la cuenca del río Tigris, cerca de la actual frontera entre Siria y Turquía. El historiador árabe Al-Masudi (d. 956), informó que durante su época, podían verse los restos del Arca de Noé. Al-Masudi localiza a Jabal Judi a 80 parasangas del Tigris.
El Monte Judi ha estado históricamente ubicado en la provincia de Corduene, en el sur del Lago Van.

## Nombre
La relación de algunos de sus nombres son poco claras.
El más incierto de ellos es el término Judi. Por lo general es considerada como la versión corrompida del mismo nombre, vía al-gurdi (Reynolds 2004).
La hipótesis de que ambos nombres sean en última instancia los mismos, fue establecida por primera vez por el orientalista británico George Sale, en su traducción del Corán en 1734. La nota al pie de página de Sale dice:
Esta montaña [al-Judi] es una de las que dividen Armenia en el sur con Mesopotamia, y que parte de Asiria está habitada por lo Kurdos, cuyas montañas adquirieron el nombre de Cardu, o Gardu, por los griegos convertidos en Gordyae, y otros nombres (...) El Monte Al-Judi (el cual parece ser un término corrompido, puesto a que es constantemente escrito por los árabes como Jordi, o Giordi) es también llamado Thamanin (...) probablemente por pueblo que yace a los pies del monte.
Sale continúa afirmando que hubo una vez un famoso monasterio cristiano en la montaña, pero que fue destruido por un relámpago en el año 776 D.C, tras lo cual:
La creencia de esta tradición ha disminuido, y dando lugar a otro, que se obtiene en la actualidad, y que según afirman que el arca permaneció en el Monte Ararat, en Armenia, llamada Agri Dagh por los turcos.

## Tradición cristiana

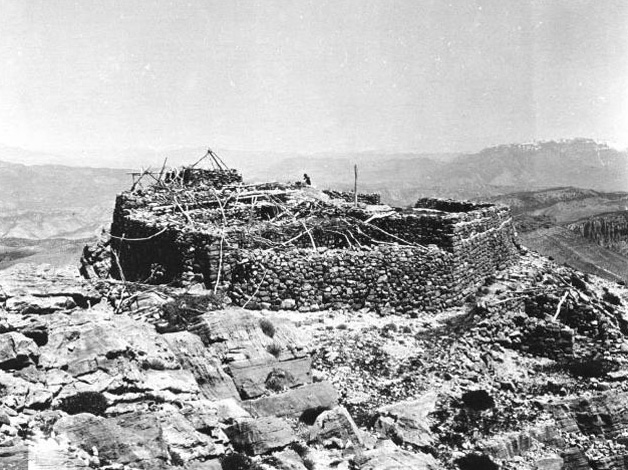
Monasterio en ruinas sobre el Monte Judi (1909).

Los sirios residentes al este del Tigris tenían la leyenda de que el arca yacía en la montaña Djûdi en la tierra de Corduene (Kard, Korchayk, Carduchoi). Esta leyenda puede haberse originado como una versión independiente del Génesis sobre el diluvio de Noé, arraigada con las leyendas del diluvio universal en Oriente Próximo, pero después de la cristianización de los sirios hacia a mediados del siglo II D.C, la leyenda dio por ubicación el Monte Ararat como el lugar donde Noé llegó con su arca de acuerdo con el Génesis, y esta leyenda siria llegó a expandirse hacia la Armenia romana. Los armenios no se asociaron tradicionalmente al lugar de aterrizaje de Noé con el Monte Ararat, conocido de forma nativa como Masis, pero hasta el siglo XI se siguió asociando el Arca de Noé con el Monte Judi.
Hay que destaca que el bíblico Ararat es una variación del Urartu, un antiguo término para la región del norte de la antigua Asiria, el cual abarca el Altiplano armenio.
De acuerdo a Flavio Josefo, los armenios del siglo I mostraron los restos del arca de Noé en un lugar llamado αποβατηριον "Lugar del Descenso" (en armenio: Նախիջեւան, Nakhichevan, Ναξουανα de Ptolomeo), ubicado a 60 millas al sureste del Monte Ararat.
Las "montañas de Ararat" en el génesis se han identificado en la tradición cristiana tardía (medieval) con la cima del actual Monte Ararat, un macizo volcánico entre la frontera entre Turquía y Armenia y conocido por los turcos como "Agri Dagh" (Unğrı Dağı).

## Tradición islámica
El relato coránico del diluvio y del Arca de Noé concuerda con lo relatado en el Génesis, con reducidas variaciones. Una de estas variaciones tiene relación con el descaso final del Arca: según el Génesis, el arca se asentó en las "montañas de Ararat". Según el Surah 11:44 del Corán, el lugar final del descanso del arca llegó a un lugar llamado "Judi", sin hacer uso de la palabra ''montaña''. Sin embargo, el uso del término árabe "Al" delante de la palabra Judi en Corán, significa que está señalando un lugar determinado (en este caso, una montaña). Se ha estado refiriendo a una altura general, habría sido solo "Judi", y no "Al-Judi". §
Y la palabra fue dicha: "¡Oh tierra! ¡traga tus aguas! Y, Oh cielo, cesa [tu lluvia]!" Y el agua se hundió en la tierra, y la voluntad [de Dios] se hizo, y el arca llegó a descansar en Al-Judi. Y la palabra fue dicha: "Fuera con estas personas malvadas!" (Corán, 11:44).
En el siglo IX, el geógrafo árabe Ibn Khordadbih identificó la ubicación del monte Judi en las tierras de Asuria (Al-Akrad), y el historiador abasí Abu al-Hasan 'Alī al-Mas'ūdī (c. 896-956) registró el lugar exacto en donde pudo haberse visto el arca. Masudi también dijo que el arca comenzó su travesía en Kufa, en el centro de Irak, y navegó hacia La Meca, donde dio vueltas en Kaaba, antes de llegar finalmente hacia Judi. Yaqut al-Hamawi, también conocido como Al-Rumi, colocó a la montaña "sobre el Jazirat ibn Umar, al este del Tigris" y mencionó una mezquita construida por Noé que podía verse en sus días, y el viajero Ibn Battuta cruzó por la montaña durante el siglo XIV.

## Investigación en el Monte Judi
Durante la década de 1980, el aventurero y autoproclamado arqueólogo Ron Wyatt y su colega David Fasold, afirmaron haber descubierto el Arca de Noé en Durupınar, cerca de una 20 millas del Monte Ararat, cerca de un pueblo montañoso llamado Cudi Dağı. Posteriormente Fasold comenzó a dudar sobre el hallazgo.
La descripción del geógrafo medieval Yaqut al-Hamawi coincide exactamente con un pico de 2089 metros norte hacia el norte de Silopi, que posee el nombre actual de Jabal Judi o Judi Dagh por los musulmanes y Gardu por los cristianos y judíos.